# 야마토 (나루토)
야마토(ヤマト)는 만화 《나루토》의 등장인물이다.
성우: 코야마 리키야 / 최준영
하타케 카카시의 부재로 신속한 임무 수행을 위하여 카카시 대신 제7반에 투입되었다. 호카게 직속 암부 중에서 가장 우수한 닌자일 정도로 실력은 상당한 수준이다. 야마토라는 이름은 본명이 아니며, 그가 제7반에 소속되어 통상 임무를 수행하게 되자 5대 호카게 센쥬 츠나데가 임의로 부여해준 코드네임이다. 암부에서의 이름은 키노에(텐조)였으며 현재는 하타케 카카시만 야마토를 텐조라는 이름으로 부른다.
과거 오로치마루가 나뭇잎 마을에서 비밀리에 인체실험을 했던 시절, 초대 호카게 센쥬 하시라마의 시체를 훔쳐 그의 세포를 추출해내어 60명의 아이들에게 주사한 적이 있었다. 그 때의 아이들은 대부분 거부반응을 일으켜 죽어버리고 오직 한 명만이 살아남았는데, 그것이 바로 야마토다. 하시라마의 세포를 이어받은 덕에 목둔을 자유자재로 구사할 수 있다. 미수의 차크라를 제어할 수 있는 현존하는 몇 안되는 사람들 중 하나이다.
그의 능력은 우즈마키 나루토가 구미의 차크라를 끌어내지 않고 그 자신의 차크라로만 수련을 할 수 있도록 하는 데에 반드시 필요하다.